# Riff-Raff - L'avventuriero di Panama
Riff-Raff - L'avventuriero di Panama (Riff-Raff) è un film del 1947 diretto da Ted Tetzlaff.
È un film d'avventura a sfondo drammatico statunitense con Pat O'Brien e Anne Jeffreys.

## Produzione
Il film, diretto da Ted Tetzlaff su una sceneggiatura di Martin Rackin, fu prodotto da Nat Holt per la RKO Radio Pictures e girato dal 10 giugno a fine luglio 1946. Il titolo di lavorazione fu  The Big Angle.

## Distribuzione
Il film fu distribuito con il titolo Riff-Raff negli Stati Uniti dal 15 settembre 1947 al cinema dalla RKO Radio Pictures.
Altre distribuzioni:
- in Brasile (Uma Aventura no Panamá)
- in Grecia (To mystiko tou kitrinou fakellou)
- in Italia (Riff-Raff - L'avventuriero di Panama)